# Jälaskrinet

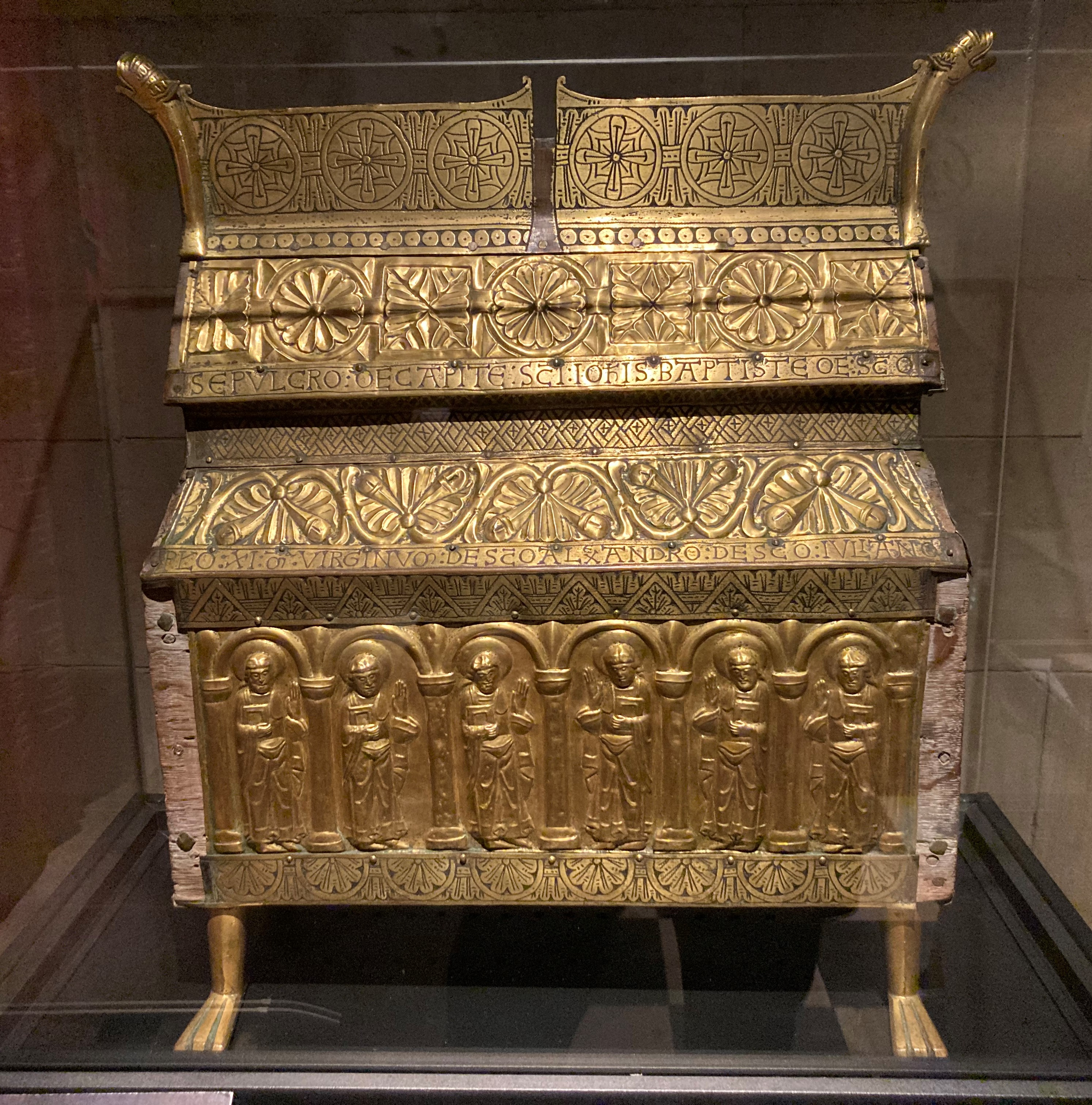
Jälaskrinet

Jälaskrinet är ett relikvarium av kyrkobyggnadstyp som tillverkades under andra halvan av 1100-talet. Den består av en trälåda som är klädd med förgylld koppar och stående på lejontassar gjutna i brons. Den latinska texten anger att skrinet innehåller reliker efter Johannes Döparen – delar av hans huvud – och Sankta Ursula. Skrinet är uppkallad efter Jäla kyrka i Västergötland där det förvarades från medeltiden. Idag är det utställt i Västergötlands museum i Skara. Dess dimensioner är 50 cm hög, 44,5 cm bred och 24,2 cm på djupet. 